# Elektrownia jądrowa

Współczesna elektrownia jądrowa (wydobywające się z chłodni kominowej obłoki to skondensowana para wodna;
Na zdjęciu bloki po 1300 MW elektrowni jądrowej w Cattenom, Francja)

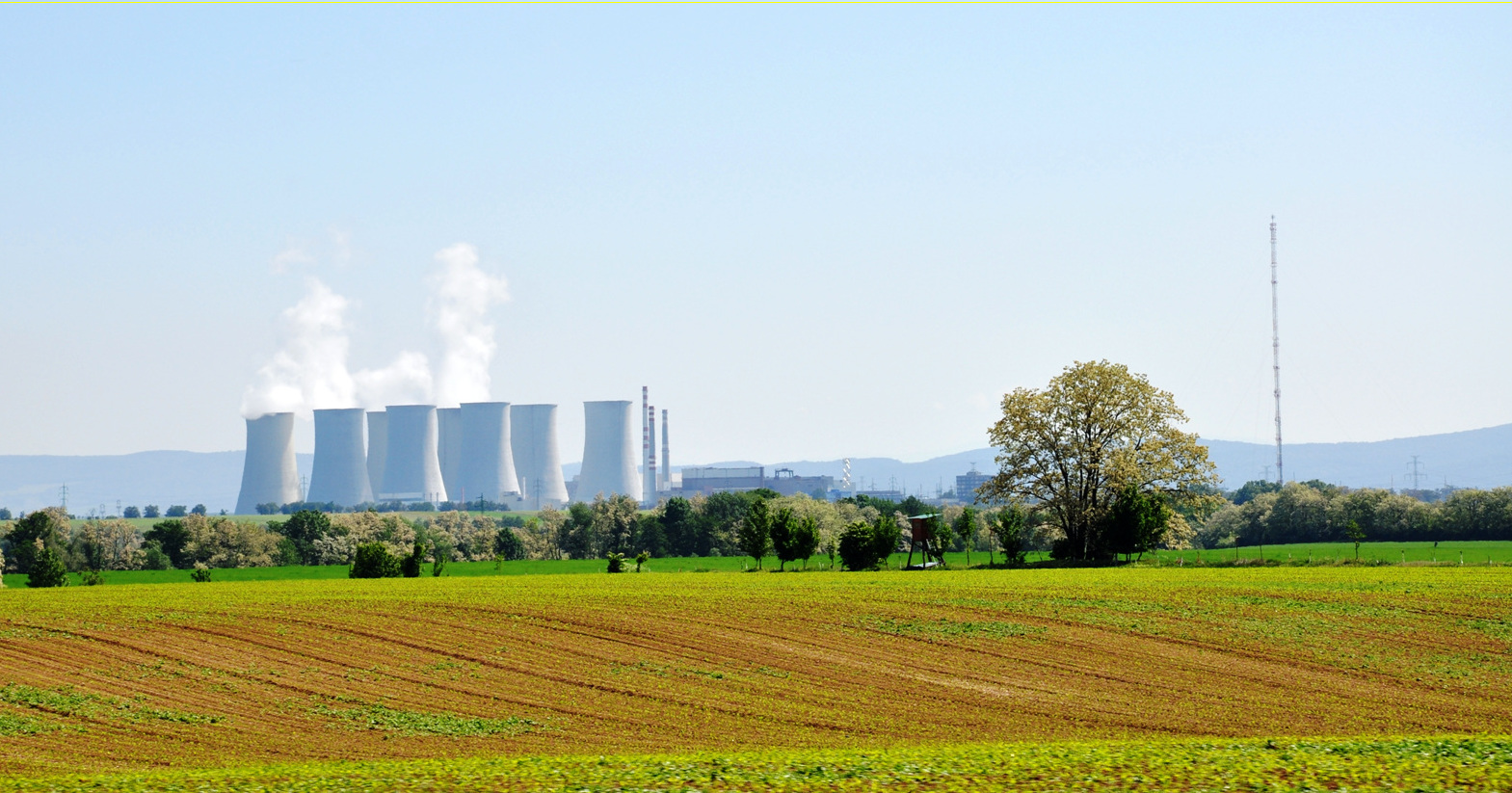
Elektrownia jądrowa w Jaslovskich Bohunicach na Słowacji.

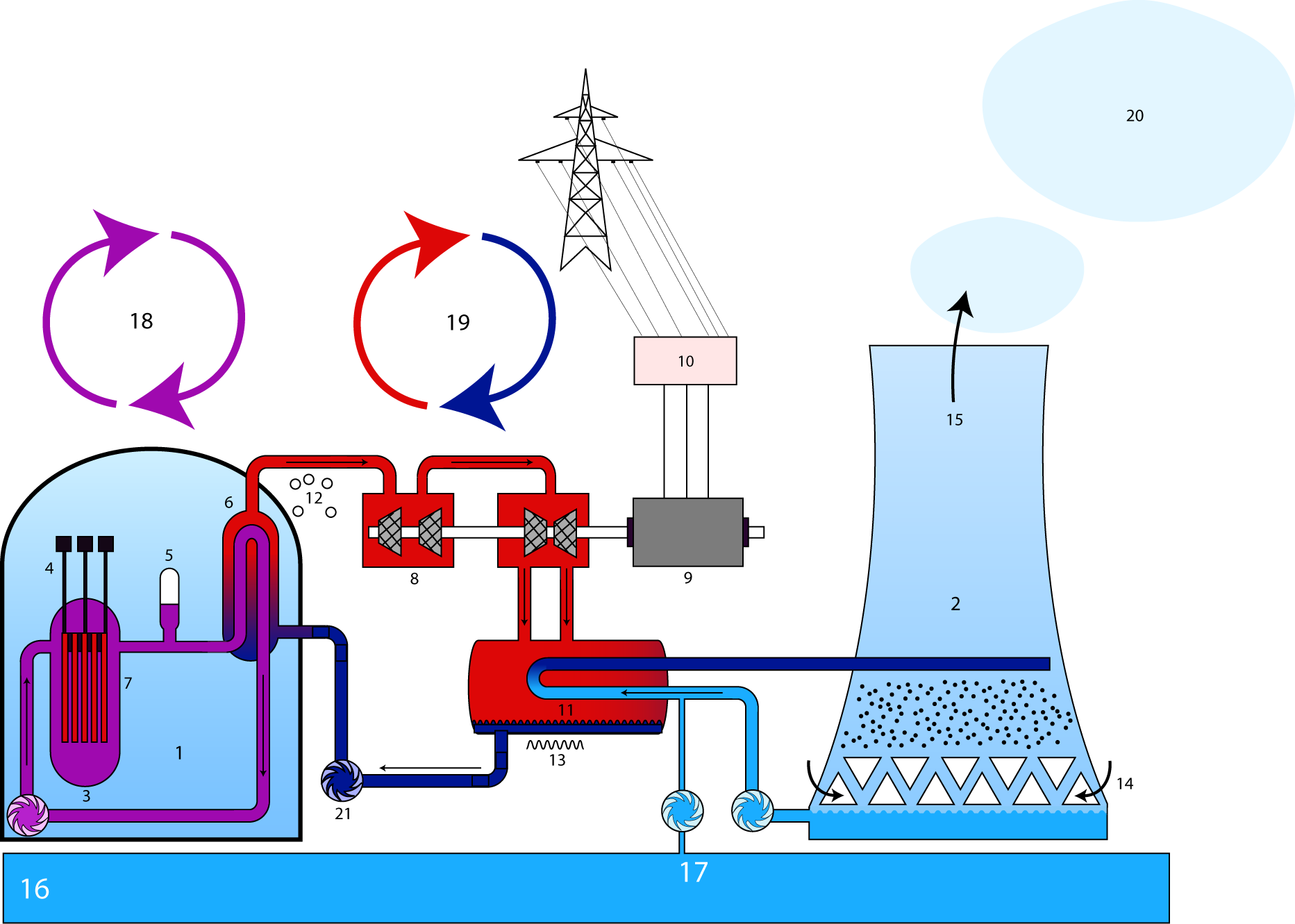
Schemat cieplny elektrowni jądrowej z reaktorem wodnym ciśnieniowym: 1. Blok reaktora; 2. Komin chłodzący; 3. Reaktor; 4. Pręty kontrolne; 5. Zbiornik wyrównawczy ciśnienia; 6. Generator pary; 7. Zbiornik paliwa; 8. Turbina; 9. Prądnica; 10. Transformator; 11. Skraplacz; 12. Stan gazowy; 13. Stan ciekły; 14. Powietrze; 15. Wilgotne powietrze; 16. Rzeka; 17. Układ chłodzenia; 18. I obieg; 19. II obieg; 20. Para wodna; 21. Pompa

Animowany schemat elektrowni z reaktorem wodnym wrzącym (Boiling Water Reactor)

Elektrownia jądrowa, nazywana elektrownią atomową – obiekt przemysłowo-energetyczny (elektrownia cieplna), wytwarzający energię elektryczną poprzez wykorzystanie energii pochodzącej z rozszczepienia jąder atomów.
W styczniu 2024 na świecie działało 440 elektrowni jądrowych w 32 krajach o łącznej mocy 390 GWe; Około 60 reaktorów jest w budowie z planowanym otwarciem w latach 2024–2030 a dalsze 110 w planach. 

## Historia

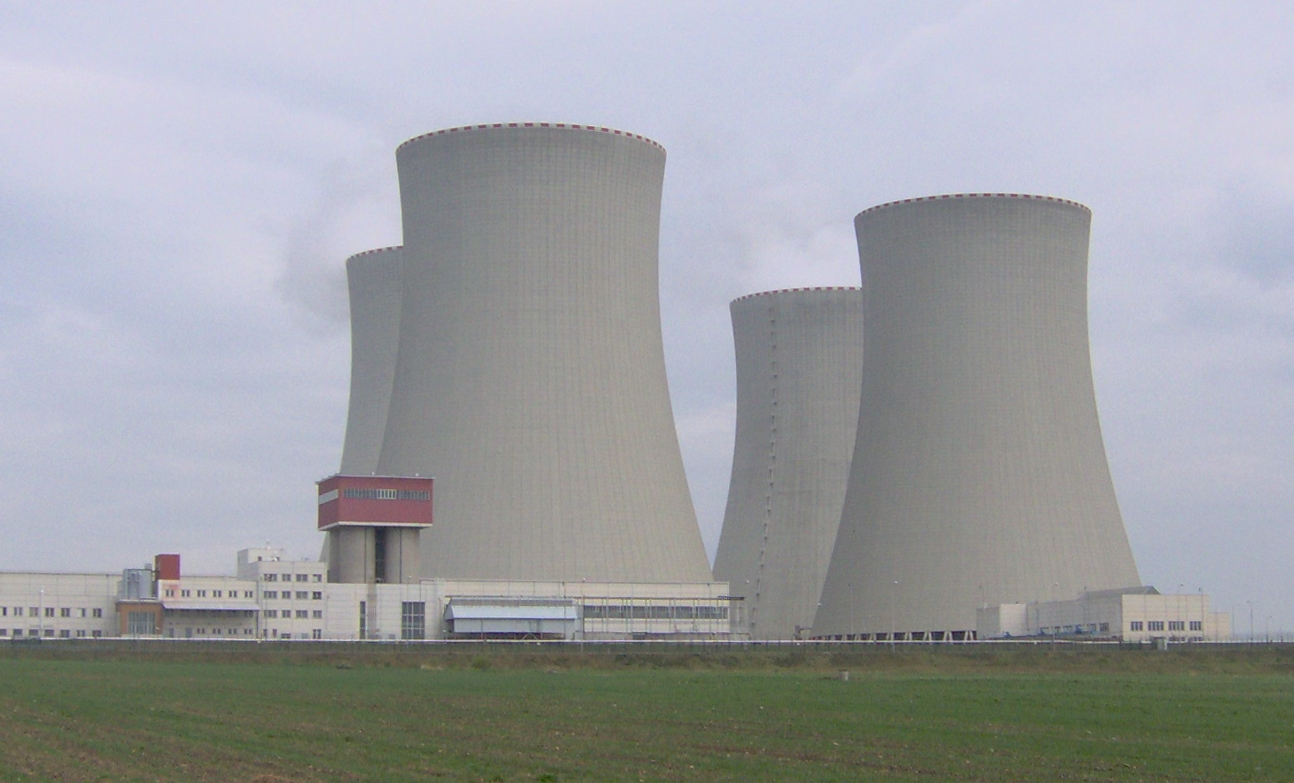
Czeska elektrownia jądrowa Temelín NPP w Temelinie.

Początek energetyki jądrowej przypada na lata 50. XX wieku. Pierwsza elektrownia jądrowa, o mocy 5 MW powstała w 1954 r. w Obnińsku (ZSRR). W Wielkiej Brytanii pierwszy reaktor energetyczny (grafitowo-gazowy) powstał w 1956 roku. Rok później w USA zaczął pracę pierwszy prototypowy reaktor PWR (z ang. Pressurized Water Reactor), w elektrowni jądrowej Shippingport.
Produkcja prądu nie była jednak w latach pięćdziesiątych i sześćdziesiątych głównym zadaniem elektrowni jądrowych. Pierwszoplanowym celem ich budowy była produkcja wzbogaconego materiału rozszczepialnego do produkcji broni jądrowej. W latach siedemdziesiątych zaczęło gwałtownie przybywać bloków energetycznych z reaktorami jądrowymi. Na świecie uruchamiano kilkanaście reaktorów rocznie (dla porównania w latach 1980–1989 średnio 22 rocznie, a 1990–2004 – średnio 5 rocznie). Tak szybki rozwój energetyki jądrowej zawdzięczany jest prawie bezawaryjnej pracy pierwszych elektrowni, co doprowadziło do zwiększenia zainteresowania tym rozwiązaniem, natomiast w późniejszym okresie na jego spadek wpływ miały dwie poważne awarie: w Three Mile Island w 1979 i w Czarnobylu w 1986 oraz wzrost wymagań dotyczących bezpieczeństwa bloków jądrowych. Cykl projektowania i budowy elektrowni jądrowej trwa około 10 lat, na liczbę uruchamianych w latach 80 reaktorów wpływ więc miały decyzje podjęte najczęściej jeszcze przed awarią w elektrowni Three Mile Island.
W latach 80. i 90. XX wieku, wiele krajów wstrzymało się z podejmowaniem decyzji o budowie kolejnych bloków jądrowych. Obywatele Szwecji w referendum w 1980 roku zdecydowali o zupełnym wycofaniu się z energetyki jądrowej, później jednak z tego zrezygnowano. Wycofanie się planowały także: Holandia, Niemcy, Słowenia, a Włochy zrealizowały już te plany w 1990 r. Buduje się natomiast nowe reaktory w Azji (Chiny, Indie, Japonia, Korea Południowa i Korea Północna, Iran, Pakistan, Zjednoczone Emiraty Arabskie), a także w Rosji. Po roku 2000 wiele krajów zaczęło ponownie rozpatrywać możliwość budowy elektrowni jądrowych. Jest to spowodowane głównie zobowiązaniami dotyczącymi ograniczenia emisji dwutlenku węgla, prognozami wzrostu cen paliw kopalnych, ciągłego wzrostu zużycia energii elektrycznej oraz chęcią dywersyfikacji jej źródeł. Energia jądrowa jest najbardziej skondensowanym źródłem energii z jakiego obecnie korzysta człowiek. Uważa się, że przy rozsądnym gospodarowaniu jest to także jedna z najczystszych obecnie znanych form produkcji energii, znacząco pod tym względem przewyższająca np. technologie oparte na paliwach kopalnych. Szacuje się, że występujące na Ziemi zasoby uranu wystarczą na pokrycie zapotrzebowania energetycznego ludzkości na wiele tysięcy lat. Natomiast, przy obecnym poziomie wykorzystania, paliwa kopalne wyczerpią się prawdopodobnie pod koniec wieku XXI lub na początku XXII.
Po 2000 roku wybudowano nowe reaktory między innymi w Finlandii (Olkiluoto-3,4), Francji (Flamanville-3) i na Słowacji (Mochovce-3 i 4). Decyzję o budowie nowych bloków podjęto również w Bułgarii (nowa elektrownia w Belene), Słowenii (rozbudowa elektrowni w Krsku), Wielkiej Brytanii, Rumunii i na Węgrzech. W referendum na Litwie (2012) i we Włoszech (2011) społeczeństwo wypowiedziało się przeciwko budowie elektrowni jądrowych. 
W latach 2024—2030 nowe bloki elektrowni jądrowych planowane są w: Bangladeszu (2), Chinach (25), Francji (1), Indiach (8), Korei Południowej (2), Słowacji (1), Turcji (4), USA (1), ZEA (1), Rosji (3), Argentynie (1), Wielkiej Brytanii (2), Iranie (1), Brazylii (1), Egipcie (3).
W 2011 przeciętne elektrownie jądrowe miały moc 1000–2000 MW. W planach budowy nowych bloków na lata 2024—2030 większość zapowiadanych mocy oscyluje w okół 1200 MW.

## Zasada działania
Ogólna zasada działania elektrowni jądrowej (na przykładzie obiegu PWR):
W reaktorze jądrowym w wyniku reakcji rozszczepienia jąder atomowych wydziela się dużo ciepła, które jest odbierane przez czynnik roboczy (najczęściej wodę pod wysokim ciśnieniem w tak zwanym obiegu pierwotnym – reaktory PWR i WWER). Czynnik przepływa do wytwornicy pary, gdzie oddaje ciepło wrzącej wodzie z obiegu wtórnego o niższym ciśnieniu, a następnie powraca do reaktora. Para wodna obiegu wtórnego wytworzona w wytwornicy pary jest parą mokrą. Kropelki wody zawarte w parze mokrej zniszczyłyby turbinę, więc para mokra przechodzi z wytwornicy przez systemy osuszające, zanim trafi do turbiny. Osuszona para napędza turbinę parową połączoną z generatorem. Separacja obiegów zapewnia większe bezpieczeństwo w przypadku wycieku pary lub wody z turbiny lub skraplacza (chłodni).

### Typy reaktorów
Istnieje kilkanaście typów reaktorów energetycznych: BWR, CANDU, FBR, GCFR, GCR, HTGR, HTR, HWR, LMFBR, MSBR, OMR, PHWR, PWR, RBMK, THTR. Blisko 95% energii elektrycznej wytwarzanej w elektrowniach jądrowych w 2012 pochodziło z dwóch typów reaktorów: PWR (65%) i BWR (30%).

### Różnice w stosunku do elektrowni konwencjonalnych
Elektrownia jądrowa różni się od cieplnych elektrowni konwencjonalnych źródłem uzyskiwania ciepła potrzebnego do wytworzenia pary wodnej. W elektrowniach konwencjonalnych zwykle pozyskuje się je ze spalania węgla, ropy naftowej lub gazu ziemnego. W elektrowni jądrowej, z reakcji rozszczepienia jąder uranu lub plutonu.  
Pozostałe elementy elektrowni, tj. te wytwarzające energię elektryczną z energii pary wodnej, obu typów są generalnie takie same.

### Różnice w stosunku do bomby atomowej
Z różnic między budową bomby i reaktora jądrowego oraz różnic w stosowanych w nich materiałach rozszczepialnych, wprost wynika, że nie może on wybuchnąć jak bomba atomowa.
Bomba atomowa działa na zasadzie gwałtownego zbliżenia do siebie i utrzymania w tym stanie możliwie jak najdłużej mas uranu zapewniającego przebieg reakcji rozszczepienia w postaci reakcji łańcuchowej. Energia powstająca w wyniku rozszczepienia rozrzuca w przestrzeni atomy zmniejszając szanse na dokonanie rozszczepienia przez neutrony. Powoduje to że tylko niewielka część materiału rozszczepialnego ulega rozszczepieniu.
Reaktor konstruowany jest tak by w wyniku reakcji rozszczepienia zachodziło wydzielanie przewidzianej ilości ciepła przez możliwie długi czas. Przebiega to w pobliżu stanu krytycznego, ale tuż poniżej, konstrukcja reaktora powinna zapewniać jego ujemną reaktywność powodującą samoczynne zmniejszanie się szybkości reakcji rozszczepienia przy wzroście temperatury bądź szybkości reakcji. 
Do przeprowadzenia wybuchowej reakcji rozszczepienia w bombie o ograniczonej masie wymagane jest wysokie wzbogacenie materiału rozszczepialnego, podczas gdy powolny przebieg reakcji w dużej masie reaktora nie wymaga silnego wzbogacania uranu, są nawet konstrukcje reaktorów pracujące na słabo wzbogaconym uranie.

## Zagrożenia związane z eksploatacją
Podstawowe zagrożenie związane z użytkowaniem elektrowni jądrowej wynika z faktu, że w reaktorze jądrowym znajdują się produkty rozszczepienia, gromadzące się tam podczas jego pracy. Grożą one napromieniowaniem człowieka, czy innych organizmów żywych, gdy wydostaną się poza elektrownię.
Większość z aktów rozszczepienia przebiega natychmiast po pochłonięciu neutronu, niewielka część zachodzi z opóźnieniem dochodzącym do kilku sekund, umożliwia to sterowanie reaktorem. Jednak głównym problemem jest tzw. ciepło powyłączeniowe, powstaje ono w wyniku przemian jądrowych zachodzących w jądrach powstałych w wyniku rozszczepienia bądź pochłonięcia neutronów. W przypadku zaprzestania chłodzenia reaktora niedługo po przerwaniu procesu rozszczepienia, ilość ciepła wydzielającego się w reaktorze jest tak duża, że może dojść do znacznego wzrostu temperatury, w której dojdzie do stopienia koszulek paliwowych, zajdą reakcje chemiczne nie zachodzące w niższej temperaturze (np. reakcja wody z metalami tworząca wodór, który ulatniając się do atmosfery może wybuchnąć), może nawet dojść do stopienia rdzenia reaktora.
Pierwsze oszacowanie skutków stopienia rdzenia powstało w 1957 na zlecenie Amerykańskiej Komisji Energii Atomowej. Autorzy studium WASH-740 rozpatrzyli w nim trzy różne awarie reaktora o mocy cieplnej 500 MW: uszkodzenie koszulki paliwowej bez uwolnienia produktów rozszczepienia poza zbiornik reaktora (prawdopodobieństwo ocenione na raz na 100 – raz na 10 000 lat pracy reaktora); stopienie paliwa i rozerwanie obiegu pierwotnego; stopienie paliwa, rozerwanie obiegu pierwotnego i zniszczenie obudowy bezpieczeństwa. W trzeciej hipotetycznej awarii (prawdopodobieństwo ocenione na raz na 10 000 – raz na 1 miliard lat pracy reaktora) stwierdzono, że przy gęstości zaludnienia 150 osób/km² awaria spowodowałaby 3400 zgonów z powodu promieniowania, 43 0000 zachorowań na choroby nowotworowe i skażenie terenu w promieniu 70 kilometrów. Te bardzo pesymistyczne oceny (zakładano uwolnienie się wszystkich produktów rozszczepienia) wynikały z niskiej jeszcze wtedy wiedzy o zachowaniu się produktów rozszczepienia. Z drugiej strony, od razu zwróciły uwagę na zagrożenia związanego z uwolnieniem do środowiska dużych ilości substancji promieniotwórczych i skłoniły władze do wprowadzenia obudów bezpieczeństwa jako niezbędnego elementu każdej amerykańskiej elektrowni jądrowej. Studium WASH-740 stało się podstawą ustawy Price Anderson Act, ustanawiającą odpowiedzialność za skutki awarii elektrowni jądrowych w USA. W 1950 roku ustanowiono generalną zasadę, że w przypadku najcięższej awarii wymagana może być ewakuacja ludności w promieniu zależnym od mocy cieplnej reaktora. Dla typowego reaktora o mocy elektrycznej 1000 MW (3000 MW mocy cieplnej) promień ten wynosi ok. 30 kilometrów.
Awarie jakie zdarzyły się w pierwszych latach rozwoju energetyki jądrowej, pożar w Windscale, awaria kanadyjskiego reaktora badawczego NRX, czy amerykańskiego reaktora wojskowego SL-1, pokazały jednak, że nawet w wyniku dużych awarii z rdzenia wydostaje się mniej niż połowa najtoksyczniejszych produktów rozszczepienia. Na podstawie tych doświadczeń w 1962 powstało studium TID-14884, w którym oceniono, że w wyniku awarii ze stopieniem rdzenia uwolni się 100% gazowych produktów rozszczepienia, 50% izotopów jodu i 1% stałych produktów rozszczepienia. Przy zachowaniu szczelności obudowy na zewnątrz wydostawałyby się tylko ilości związane z jej nieszczelnościami. W przypadku całkowitego zniszczenia reaktora nr 4 elektrowni czarnobylskiej, który nie miał obudowy bezpieczeństwa, liczby te wynosiły odpowiednio, ~100%, 20% i 3–4%.
Historia rozwoju reaktorów energetycznych obejmuje gamę awarii reaktorowych, z których cztery zakończyły się uszkodzeniem lub zniszczeniem rdzenia reaktora:
- Awaria w elektrowni jądrowej Lucens, Szwajcaria, 1969
- Wypadek w elektrowni jądrowej Three Mile Island, USA, 1979
- Katastrofa elektrowni jądrowej w Czarnobylu, ZSRR, 1986
- Katastrofa Elektrowni Atomowej Fukushima Nr 1, Japonia, 2011

### Aktywność elementów konstrukcyjnych
W wyniku długotrwałego wystawienia na promieniowanie, niektóre elementy konstrukcyjne elektrowni jądrowej ulegają aktywacji i stają się promieniotwórcze. Dotyczy to większości pierwiastków wchodzących w skład materiałów konstrukcyjnych. Podstawowe znaczenia ma tu aktywacja neutronowa neutronami termicznymi. Aktywność elementów konstrukcyjnych, rosnąca w toku eksploatacji reaktora, stanowi czynnik utrudniający kontrolę i naprawę. Gdy takie elementy mają kontakt z chłodziwem reaktora, mogą również tworzyć wysokoaktywne produkty korozji.
Szczególnie dużą aktywność dają takie izotopy jak 59Cr, 58Fe, 55Mn, 59Co. Dwa ostatnie dobrze pochłaniają neutrony termiczne, a dodatkowo są jedynymi naturalnie występującymi izotopami swoich pierwiastków, przez co mają decydujący wpływ na promieniotwórczość materiału. Jedynie 0,03% zawartości kobaltu w stali daje większą aktywność niż reszta jej składników. Kobalt występuje jako zanieczyszczenie niklu i wraz z nim trafia do stali nierdzewnej – jednego z głównych materiałów konstrukcyjnych reaktora. Z tego względu zawartość kobaltu w stalach reaktorowych ogranicza się do nie więcej niż 0,02%.

## Stan elektrowni jądrowych na świecie
W styczniu 2024 na świecie działało 440 elektrowni jądrowych w 32 krajach (+ Taiwan) o łącznej mocy 390 GWe przy czym w Europie działa blisko 180 reaktorów. Większość pracujących reaktorów energetycznych to reaktory II generacji. Na całym świecie budowanych jest około 60 reaktorów z planowanym otwarciem w latach 2024-2030 a dalsze 110 w planach. Najwięcej inwestycji realizowanych jest w Chinach (25 reaktorów), Indiach (8) i Turcji (4).

Status elektrowni jądrowych na świecie.
Działające reaktory, budowa nowych reaktorów
Działające reaktory, plany budowy nowych reaktorów
Brak reaktorów, budowa nowych reaktorów
Brak reaktorów, plany budowy nowych reaktorów
Działające reaktory
Działające reaktory, plany likwidacji
Energetyka jądrowa jest nielegalna
Brak reaktorów

     Działające reaktory, budowa nowych reaktorów
     Działające reaktory, plany budowy nowych reaktorów
     Brak reaktorów, budowa nowych reaktorów
     Brak reaktorów, plany budowy nowych reaktorów
     Działające reaktory
     Działające reaktory, plany likwidacji
     Energetyka jądrowa jest nielegalna
     Brak reaktorów

### Budowa nowych (kolejnych) elektrowni
- Argentyna
- Chiny
- Francja – zmniejsza udział w produkcji energii elektrycznej do 50% do 2025
- Finlandia
- Indie
- Korea Południowa
- Pakistan
- Rosja
- Stany Zjednoczone
- Słowacja

### Plany budowy nowych (kolejnych) elektrowni
- Armenia (osobny artykuł: energetyka jądrowa w Armenii)
- Brazylia
- Gruzja
- Kazachstan
- Meksyk
- Południowa Afryka
- Rumunia[9]
- Tajwan
- Węgry
- Wielka Brytania

### Budowa pierwszych elektrowni
- Białoruś
- Iran
- Turcja
- Zjednoczone Emiraty Arabskie[10]

### Plany budowy pierwszych elektrowni
- Algieria
- Arabia Saudyjska
- Azerbejdżan
- Chile
- Egipt
- Indonezja
- Jordania
- Libia
- Maroko
- Mongolia
- Oman
- Polska (osobny artykuł: energetyka jądrowa w Polsce)
- Wietnam

### Nie mają i nie planują budowy[11]
- Andora
- Bośnia i Hercegowina
- Chorwacja
- Cypr
- Czarnogóra
- Dania
- Grecja
- Irlandia
- Islandia
- Kosowo
- Liechtenstein
- Luksemburg
- Łotwa
- Macedonia Północna
- Malta
- Mołdawia
- Monako
- Norwegia
- Portugalia
- Serbia
- Włochy – wstrzymane po referendum

### Brak planów budowy/likwidacji
- Bułgaria
- Hiszpania
- Holandia
- Japonia
- Kanada[12]
- Słowenia
- Szwecja
- Ukraina

### Zlikwidowane/brak planów budowy
- Litwa – odstąpienie od budowy po referendum
- Kazachstan
- Ukraina (Prypeć)

### Plany likwidacji elektrowni
- Belgia
- Niemcy (likwidacja do 2022 roku)[13]
- Szwajcaria